# (5925) 1994 CP1
(5925) 1994 CP1 es un asteroide perteneciente al cinturón de asteroides, región del sistema solar que se encuentra entre las órbitas de Marte y Júpiter, descubierto el 5 de febrero de 1994 por Seiji Ueda y el astrónomo Hiroshi Kaneda desde el Kushiro Marsh Observatory, Hokkaido, Japón.

## Designación y nombre
Designado provisionalmente como 1994 CP1. 

## Características orbitales
1994 CP1 está situado a una distancia media del Sol de 2,370 ua, pudiendo alejarse hasta 2,815 ua y acercarse hasta 1,925 ua. Su excentricidad es 0,187 y la inclinación orbital 4,430 grados. Emplea 1333,18 días en completar una órbita alrededor del Sol.

## Características físicas
La magnitud absoluta de 1994 CP1 es 13,2. Tiene 6,054 km de diámetro y su albedo se estima en 0,304. 